# Vertrag von Portsmouth

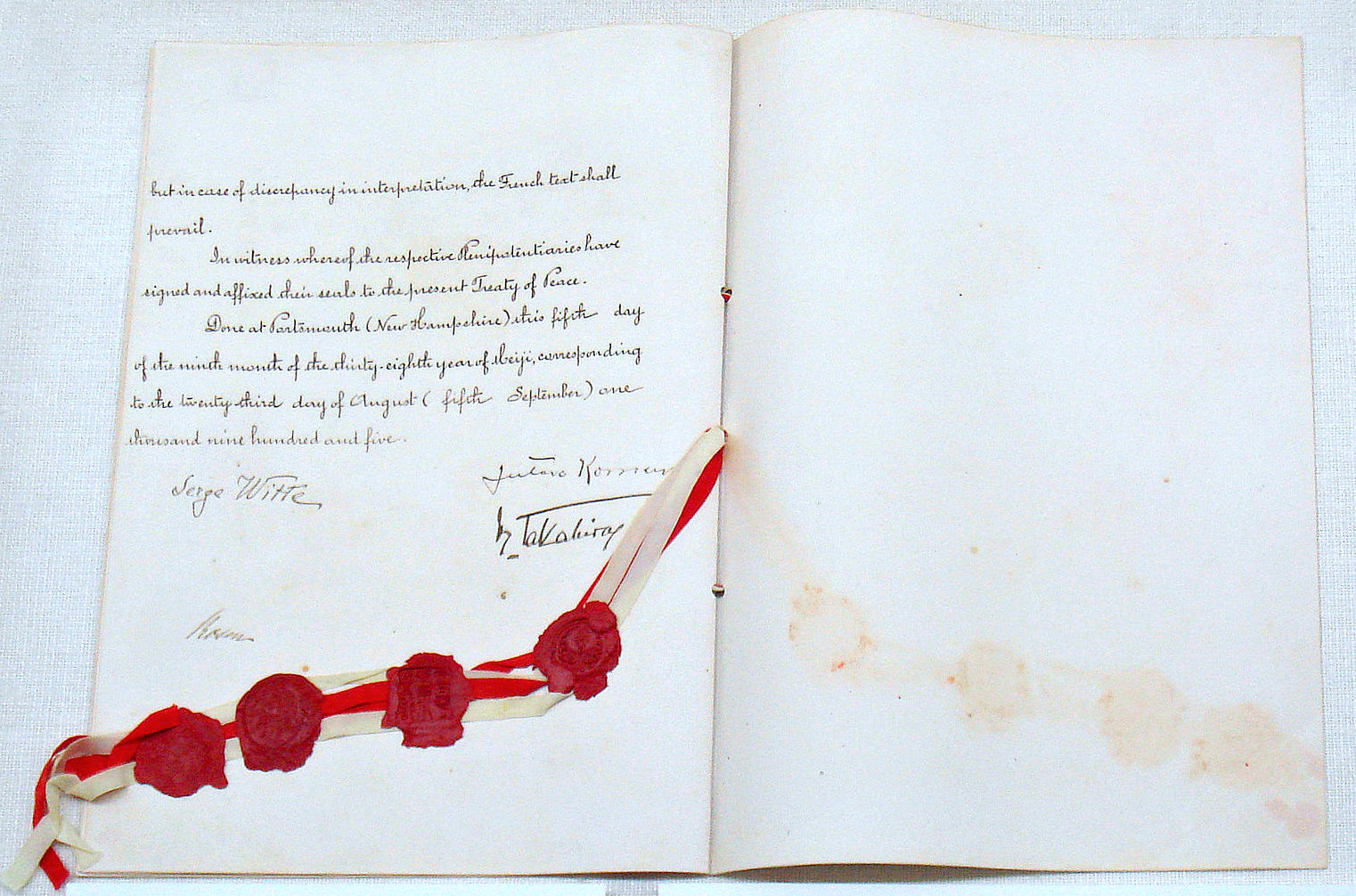
Vertrag von Portsmouth

Die Verhandlungsdelegationen in Portsmouth, für Russland (hintere Tischreihe): Korostowez (Иван Яковлевич Коростовец), Nabokow (Константин Дмитриевич Набоков), Witte, Rosen (Роман Романович Розен), Planson (Плансон); für Japan (vorne): Adachi, Ochiai (落合謙太郎), Komura, Takahira (高平小五郎), Satō (佐藤愛麿).

Der Vertrag von Portsmouth vom 5. September 1905 beendete den Russisch-Japanischen Krieg und sicherte Japan die im Krieg errungene Vormachtstellung in Korea und der südlichen Mandschurei. Die Delegationen wohnten in Portsmouth in New Hampshire, die Verhandlungen fanden aber in der Marinewerft Portsmouth statt, die heute zu Kittery in Maine gehört.
Nach der Seeschlacht bei Tsushima am 27. Mai, in der die russische Flotte eine verheerende Niederlage erlitten hatte, und nachdem es auch im Inneren zu erheblichen Unruhen gekommen war (Russische Revolution 1905), sah sich Zar Nikolaus II. gezwungen, einen Verzichtsfrieden abzuschließen. Für die Vermittlung des Friedens stellten sich die USA unter Präsident Theodore Roosevelt zur Verfügung, sodass die Emissäre beider Krieg führender Staaten – Sergei Juljewitsch Witte und Roman Rosen für Russland, Komura Jutarō und Takahira Kogorō für Japan – in der Marinewerft Portsmouth zusammenkamen.
Die Souveränität über die Mandschurei wurde dem Kaiserreich China zugesprochen, doch fiel das vormals russische Pachtgebiet Kwantung auf der Liaodong-Halbinsel mit dem Kriegshafen von Port Arthur an Japan. Japan erhielt auch die vormals russische Konzession für einen Teil der Chinesischen Osteisenbahn, woraus die Südmandschurische Eisenbahn entstand. Die Konzession für die Eisenbahnen in der nördlichen Mandschurei verblieb bei Russland. Zudem musste Russland den Süden der Insel Sachalin an Japan abtreten. Obwohl Japan seine Maximalforderungen (ganz Sachalin sowie Entschädigungszahlungen) nicht durchsetzen konnte, stieg es damit endgültig zur regionalen Vormacht auf. Dennoch kam es in Japan zu den Hibiya-Unruhen, und letztlich musste die Regierung von Katsura Tarō 1906 zurücktreten.
Die USA gaben sich als neutrale Unterhändler; tatsächlich sicherten sie sich aber die Anerkennung ihres Besitzes der Philippinen – im Gegenzug zur Anerkennung der Vorherrschaft Japans in Korea in einer informellen Übereinkunft. Roosevelt selbst erhielt für seine Vermittlerrolle 1906 den Friedensnobelpreis. Parallel zu den Verhandlungen von Portsmouth einigte sich Japan auch mit Großbritannien am 12. August 1905 auf die Erneuerung und Erweiterung ihrer Allianz von 1902. Für den Chinahandel der Großmächte bedeuteten diese Abmachungen eine Bestätigung der Politik der offenen Tür. Die Umwandlung Koreas in ein japanisches Protektorat im November 1905 wurde hingegen von den angelsächsischen Mächten implizit anerkannt.
Japans Sieg im Krieg gegen Russland stellte den ersten bedeutenden Sieg einer asiatischen Nation über eine der etablierten europäischen Großmächte dar und wurde somit von den westlichen Großmächten als Bedrohung ihrer Vormachtstellung und von den Japanern zumindest als Beweis ihrer Gleichwertigkeit angesehen.